# Сан-Патрисио-дель-Чаньяр
Сан-Патрисио-дель-Чаньяр (исп. San Patricio del Chañar) — город в Аньело на востоке провинции Неукен, на юго-западе Аргентины.

## География
Город находится на левом берегу Неукена, в 45 км от столицы провинции

## История
Сан-Патрисио-дель-Чаньяр был основан 21 мая 1973 года.

## Экономика

### Гидроэнергия
Недалеко от города находится плотина Эль-Чаньяр.

### Виноградарско-винодельческое производство
Сан-Патрисио-дель-Чаньяр - один из самых важных пунктов Патагонии в этом секторе рынка.Винные погребы которые находятся в городе:
- Фамилия Шредер

- Bodega del Fin del Mundo

- Винный погреб NQN

## Местные празднования
- Праздник сельского работника: ежегодно, на третьей неделе февраля.

- Праздник Пре-Барадеро: ежегодно, на второй неделе декабря.

- Праздник дель-Пелон: ежегодно, на второй неделе февраля.